# پیر لیز-ملو
پیر لیز-ملو (انگلیسی: Pierre Lees-Melou؛ زادهٔ ۲۵ مهٔ ۱۹۹۳) بازیکن فوتبال اهل فرانسه است.
از باشگاه‌هایی که در آن بازی کرده‌است می‌توان به باشگاه فوتبال نیس و باشگاه فوتبال دیژون اشاره کرد.